# رادکلیف هال
مارگریت رادکلیف هال (انگلیسی: Marguerite Radclyffe Hall) نویسنده و شاعر انگلیسی بود. او برای نوشتن رمان کنج عزلت شناخته می‌شود که از کارهای پیشگام در ادبیات همجنس‌گرایی زنانه است.